# McLaren MCL32
O McLaren MCL32 é o modelo de carro de corrida construído pela equipe McLaren para a disputa da temporada de Fórmula 1 de 2017, pilotado por Fernando Alonso, Stoffel Vandoorne e Jenson Button.
O lançamento do carro ocorreu em 24 de fevereiro em Woking, Inglaterra.
O MCL32 é o primeiro carro da McLaren desde o M30 que não contém o prefixo "MP4" como parte de seu nome de chassi. A mudança foi introduzida após a saída de Ron Dennis da empresa matriz da equipe, a McLaren Group, em novembro de 2016.

## Raio X
Ao mudar de gestão, a McLaren veio para 2017 com outra postura. No entanto, o motor problemático e as diversas falhas técnicas nos testes de pré-temporada mascararam o potencial do MCL32.

## Estatísticas
| X              | Fernando Alonso | Stoffel Vandoorne | Jenson Button |
| Pontos         | 17              | 13                | 0             |
| Vitórias       | 0               | 0                 | 0             |
| Pole Positions | 0               | 0                 | 0             |
| Volta Rápida   | 1               | 0                 | 0             |
| Pódios         | 0               | 0                 | 0             |
| Abandonos      | 11              | 6                 | 1             |